# 小鍋神社
小鍋神社（こなべじんじゃ）は、静岡県賀茂郡河津町小鍋（こなべ）にある神社。

## 概要
河津町の北西部、湯ヶ野温泉がある湯ヶ野地区の西隣りの小鍋（こなべ）地区に鎮座している。
創建不詳。『平家物語』『源平盛衰記』などには、文覚が源頼朝に父・義朝の髑髏を見せながら、平氏への復讐と源氏再興への奮起を促す様が描かれているが、その義朝の髑髏が後にこの神社南脇の樫の巨木の根元に埋葬されたとの伝承があり、この巨木は「ドクロ木」と呼ばれている。

## 祭神
- 梵天